# Japaratuba
Japaratuba (port. Rio Japaratuba) – rzeka we wschodniej Brazylii, o powierzchni zlewni 92 km².
Dorzecze rzeki Japaratuba ma długość około 92 kilometrów kwadratowych, co czyni go najmniejszym w stanie Sergipe. Rzeka ma swój początek w Serra da Boa Vista, na granicy gmin Feira Nova i Graccho Cardoso i wpada do Oceanu Atlantyckiego, w gminie Pirambu. Przecina tereny rolnicze z uprawami trzciny cukrowej i kokosów.
Nazwa rzeki pochodzi od starożytnego słowa z języka tupi: îaparanduba, co oznacza drzewo îaparanduba (Gustavia superba).